# Kênh đào Suez mới
Kênh đào Suez mới (tiếng Ả Rập: قناة السويس الجديدة) là một dự án đường thủy ở Ai Cập. Kênh đào Suez mới có tổng chiều dài 72 km, chạy song song với tuyến kênh đào Suez cũ. 
Dự án này được triển khai đồng thời với kế hoạch xây dựng sáu đường hầm mới dưới kênh và để biến một khu vực đất 76.000 km2 trên cả hai bờ kênh vào một khu vực hậu cần quốc tế, trung tâm thương mại và công nghiệp mà chính quyền Ai Cập nói sẽ tạo ra một triệu việc làm.
Dự án này được khởi công vào tháng 8 năm 2014 với vốn đầu tư 9 tỷ USD, dự án kênh mới này bao gồm việc đào mới và nạo vét lòng kênh cũ, sẽ cho phép tàu thuyền di chuyển hai chiều, đồng thời giúp tăng gấp đôi công suất vận tải đường thủy. Theo tính toán, kênh đào mới này sẽ rút ngắn thời gian di chuyển của tàu bè từ 11 giờ xuống còn 3 giờ, nhờ đó tăng gấp 4 lần lưu lượng vận chuyển container. Ai Cập kỳ vọng nâng doanh thu từ tuyến đường này từ 5,3 tỷ USD năm 2015 lên 13,2 tỷ USD vào năm 2023.

## Tổng quan
Dự án bao gồm một phần mới dài 35 kilômét  (22 mi) song song với kênh đào hiện hữu 102 dặm (164 km), và đào sâu và mở rộng đoạn dài 37 kilômét  (23 mi) của kênh đào hiện hữu.
Phần kênh mở rộng sẽ cho phép tàu thuyền đi lại đồng thời cả hai hướng trên phần lớn chiều dài của kênh. Điều này sẽ giảm thời gian chờ đợi từ 11 giờ xuống còn 3 giờ cho hầu hết các tàu, và nâng cao năng lực của các kênh đào Suez phục vụ từ 49-97 tàu một ngày. Việc xây dựng các kênh mới theo kế hoạch ban đầu thực hiện trong năm năm. Sau đó thời gian đã được đầu tiên giảm xuống còn ba năm, và cuối cùng là lệnh của Tổng thống Abdel Fattah el - Sisi phải hoàn thành chỉ trong một năm.
Những khó khăn kỹ thuật ban đầu đã xảy ra, như việc ngập nước của con kênh mới thông qua từ sự rò rỉ từ con kênh hiện hữu. Tuy nhiên, công tác đào kênh Suez mới được hoàn thành vào tháng 7 năm 2015. Con kênh chính thức được khánh thành với một buổi lễ với sự tham dự của các nhà lãnh đạo nước ngoài và dàn máy bay diễu hành quân sự vào ngày 6 tháng 8 năm 2015, phù hợp với dự toán chi phí đã đặt ra cho dự án.
Người ta cũng quy hoạch 6 đường hầm mới cho xe ô tô và xe lửa để chấm dứt sự cô lập của bán đảo Sinai, kết nối nó tốt hơn đến các khu trung tâm Ai Cập. Thời điểm năm 2015, chỉ có một đường hầm duy đơn dưới kênh đào, đường hầm Ahmed Hamdi nối Suez với Sinai.
| Đầu kênh | Tọa độ                                          |
| -------- | ----------------------------------------------- |
| Đầu bắc  | 30°43′06″B 32°20′46″Đ / 30,718282°B 32,345982°Đ |
| Đầu nam  | 30°26′29″B 32°21′20″Đ / 30,441385°B 32,355423°Đ |